# Kommandant der Seeverteidigung Pommern
Der Kommandant der Seeverteidigung Pommern, kurz Seekommandant Pommern, war ein regionaler Küstenbefehlshaber der deutschen Kriegsmarine im Zweiten Weltkrieg, der dem Kommandierenden Admiral westliche Ostsee unterstellt war. Der Stab befand sich in Swinemünde.
Die Dienststelle wurde im November 1944 aufgestellt und im Zuge des Rückzugs der deutschen Wehrmacht im Frühjahr 1945 aufgelöst. Sie ist zu unterscheiden von der des vormaligen Küstenbefehlshabers Pommern, die 1943 aufgelöst worden war.
Der Zuständigkeitsbereich erstreckte sich von der Grenze zwischen Pommern und Danzig-Westpreußen westwärts bis zum Darß.
Kräfte der Seekommandantur kamen bei der Verteidigung gegen den sowjetischen Vormarsch in Pommern und hier insbesondere der Stettin-Rostocker Operation zum Einsatz, konnten diese aber nicht aufhalten.

## Kommandanten
- Kapitän zur See Alexander Magnus (ehemaliger Verbandschef Küstensicherungsverband norwegische Nordküste, Chef des Stabes beim Admiral der norwegischen Nordküste und Kommandant der Seeverteidigung Westgriechenland): von der Aufstellung bis Januar 1945[2]
- Kapitän zur See Johannes Rieve (ehemaliger Kommandeur der 1. Landungs-Division): Januar 1945 bis zur Auflösung[2]

## Gliederung
Ihm unterstanden folgende Verbände und Dienststellen:
- Marinefestungspionierstab 7 (Rügen/Bornholm)
- Marinefestungspionierstab 8 (Swinemünde)
- Stellungsbaustab Rügen
- Marineerkundungsstab Swinemünde
- Kommandant im Abschnitt Stralsund, zugleich Wehrmachtskommandant und Kommandeur 1. Schiffstammregiment (zuvor unterstellt unter Küstenbefehlshaber westliche Ostsee)
- Kommandant im Abschnitt Rügen-Hiddensee
- Marineflakabteilung 227 (Rügen, aufgestellt im Januar 1945)
- Hafenkommandant Swinemünde (aufgestellt im März 1945)
- Ortskommandant Swinemünde
- Leichte Marineartillerieabteilung 536 (Wolin, aufgestellt im März 1945)
- Leichte Marineartillerieabteilung 537 (aufgestellt im Januar 1945)
- 3. Marineflakregiment (Swinemünde):
  - Marineflakabteilung 233 (Swinemünde) (zuvor unterstellt unter Küstenbefehlshaber westliche Ostsee)
  - Marineflakabteilung 711 (aufgestellt im März 1945)
  - Marineflakabteilung 713 (aufgestellt im März 1945)
- 3. Marineflugmeldeabteilung (zuvor unterstellt unter Küstenbefehlshaber westliche Ostsee)
- 3. Marinekraftlehrabteilung (Swinemünde)
- Marinefestungspionierbataillon 311 (Swinemünde) (zuvor unterstellt unter Admiral Ostland)

Während der Verteidigung Swinemündes wurden aus örtlichen Ausbildungstruppenteilen mehrere kurzfristig bestehenden Festungsregimenter gebildet.